# Свічино
Сві́чино (рос. Свечино) — село у складі Хабаровського району Хабаровського краю, Росія. Входить до складу Галкинського сільського поселення.

## Населення
Населення — 43 особи (2010; 49 у 2002).
Національний склад (станом на 2002 рік):
- росіяни — 98 %